# (7463) Oukawamine
(7463) Oukawamine est un astéroïde de la ceinture principale.

## Description
(7463) Oukawamine est un astéroïde de la ceinture principale. Il fut découvert le 20 septembre 1985 à Geisei par Tsutomu Seki. Il présente une orbite caractérisée par un demi-grand axe de 2,43 UA, une excentricité de 0,17 et une inclinaison de 6,2° par rapport à l'écliptique.